# Virgen María - Mater dolorosa (El Greco, tipo I)

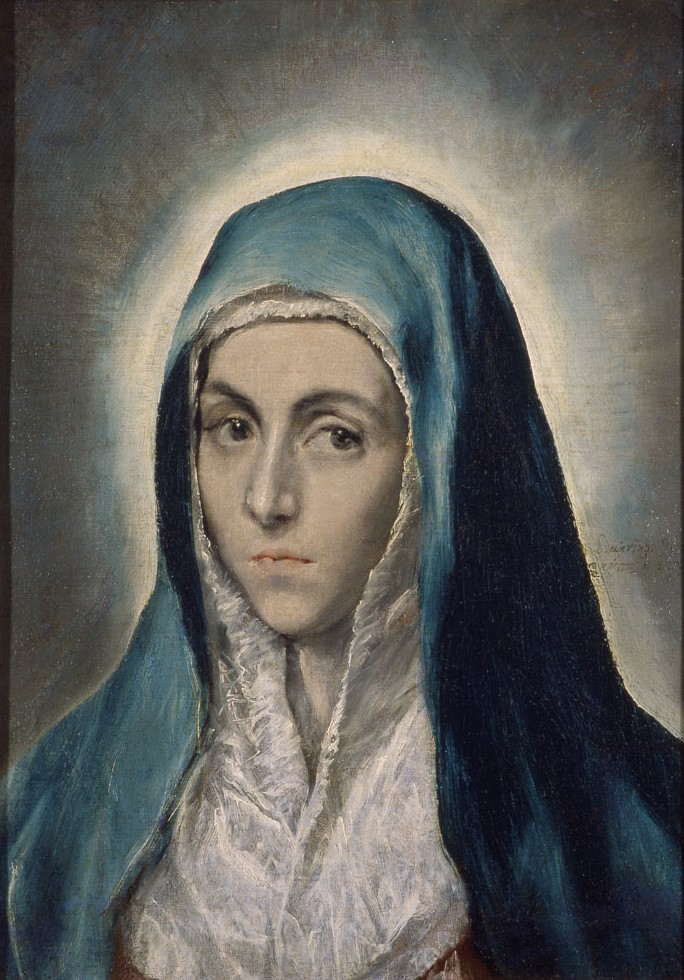
Versión de Estrasburgo.

Virgen María o Mater dolorosa, dentro del corpus pictórico del Greco, es una temática de la cual han llegado pocas obras hasta nuestros días. En su catálogo razonado sobre la obra de este pintor, Harold Wethey distingue dos modelos bastante diferentes sobre esta temática. Del tipo-I señala dos obras casi iguales, que considera autógrafas y de buena calidad.

## Temática de la obras
Ambas obras representan a la Virgen María, de medio cuerpo, con el rostro ligeramente dirigido hacia la izquierda, y con la mirada hacia el espectador.

## Análisis de la obras
Esta obra presenta a la Virgen María envuelta en una túnica roja y con la cabeza cubierta bajo un manto azul. Su rostro, como era habitual en el arte de la Contrarreforma, presenta un intenso sentido devocional.
El nimbo luminoso está ligado al carácter sacro de la obra, y el Greco emplea este recurso para realzar el volumen de la Virgen. Destaca el rostro melancólico, la fina barbilla y los grandes ojos negros, características  de la técnica retratista del pintor.

### Versión del Museo del Prado

#### Datos técnicos y registrales
- Madrid, Museo del Prado. n º. de catálogo:P000829;[2]
- Pintura al óleo sobre lienzo;
- Dimensiones: 52 x 41 cm;
- Datación: 1595 - 1600;
- Firma retocada, con letras griegas cursivas en la parte derecha: δομήνικος θεοτοκóπολης (sic) ε'ποíει;
- Catalogada por Wethey con el n º. 98 y por Tiziana Frati con el n º. 92-b.[3]

#### Comentario sobre la obra
Wethey considera que esta obra es de una calidad ligeramente inferior a la de la versión de Estrasburgo.

### Versión delMuseo de Bellas Artes de Estrasburgo

#### Datos técnicos y registrales
- Pintura al óleo sobre lienzo,
- Dimensiones: 83 x 37 cm;
- Datación: 1595 - 1600;
- Firmado con letras cursivas griegas en la parte derecha: δομήνικος θεοτοκóπουλος ε'ποíει;
- Catalogada por Wethey con el n º. 97 y por Tiziana Frati con el n º. 92-a.[3]

#### Comentario sobre la obra
Si bien las dimensiones son diferentes, por lo demás, esta obra es prácticamente igual al lienzo del Museo del Prado. La prenda alrededor del rostro está pintada con mucha ligereza, pero la túnica azul y el fondo grisáceo están ejecutados con gran solidez.